# Paul Lange
Paul Lange   (Oberhausen, 6 de febrer de 1931 - Oberhausen, 15 de març de 2016) fou un piragüista alemany que va competir durant les dècades de 1950 i 1960.
Com a membre de l'equip unificat alemany, el 1960 va prendre part en els Jocs Olímpics d'Estiu de Roma, on va guanyar la medalla d'or en la prova del K-1 4x500 metres del programa de piragüisme. Formà equip amb Dieter Krause, Günter Perleberg i Friedhelm Wentzke.
En el seu palmarès també destaquen una medalla d'or i una de bronze al Campionat del Món en aigües tranquil·les i dues d'or al Campionat d'Europa, totes representant l'equip de l'Alemanya de l'Oest. També guanyà els campionats nacionals del K-2 500 metres de 1958 i 1960.